# Жезказганські збагачувальні фабрики
Жезказганські збагачувальні фабрики — виробничий комплекс в Улутауській області Казахстану.
З кінця 1920-х років руда Жезказганського рудника проходила збагачення на розташованій за півсотні кілометрів фабриці при Карсакпайському мідеплавильному заводу, куди її возили вузькоколійною залізницею. На тлі планів багаторазового збільшення видобутку, в 1954-му в самому Жезказгані ввели в дію першу збагачувальну фабрику річною потужністю 5,2 млн тонн (у тому числі 4 млн тонн мідної сульфідної руди та 1,2 млн тонн мідно-свинцевої руди).
У 1963-му стала до ладу збагачувальна фабрика № 2.
У 1985-му запустили збагачувальну фабрику № 3, також відому як Сатпаєвська ЗФ. Остання вирізнялась своїм розташуванням (у місті Сатпаєв на північ від Жезказганського родовища) та мала річну потужність лише у 3,5 млн тонн руди — тоді як фабрики № 1 та № 2 разом могли приймати близько 20 млн тонн на рік.
Окрім руди (як сульфідної, так і окисленої) до переробки залучають шлаки Жезказганського мідеплавильного заводу. Останній став споживачем виробленого фабриками мідного концентрату з 1973 року (тоді ж перестало діяти мідеплавильне виробництво на Карсакпайському майданчику).
Із плином часу окрім як з рудників Жезказганського родовища руда для переробки почала надходити з Жиландинських рудників, рудників Жомарт та Таскора (останній, втім, дуже швидко завершив свою діяльність).
Станом на 2004 рік Жезказганські збагачувальні фабрики переробили 841 млн тонн руди (із максимальним річним показником на рівні 25 млн тонн) та вилучили з неї 9,7 млн тонн міді в концентраті.
У 2013-му прийняли рішення зупинити Сатпаєвську фабрику (фабрику № 3).
З 1958-го збагачувальний майданчик діяв у складі Джезказганського гірничо-металургійного комбінату, а у 1990-х перейшов під контроль корпорації «Казахмис» та наразі є активом Філії «Жезказганцветмет» ТОВ «Корпорація Казахмис».